# Piquebœuf à bec jaune
Buphagus africanus
Espèce
Répartition géographique
Statut de conservation UICN

 LC  : Préoccupation mineure
Le Piquebœuf à bec jaune (Buphagus africanus) est une espèce de passereau de la famille des buphagidés, tout comme son cousin le piquebœuf à bec rouge.

## Description

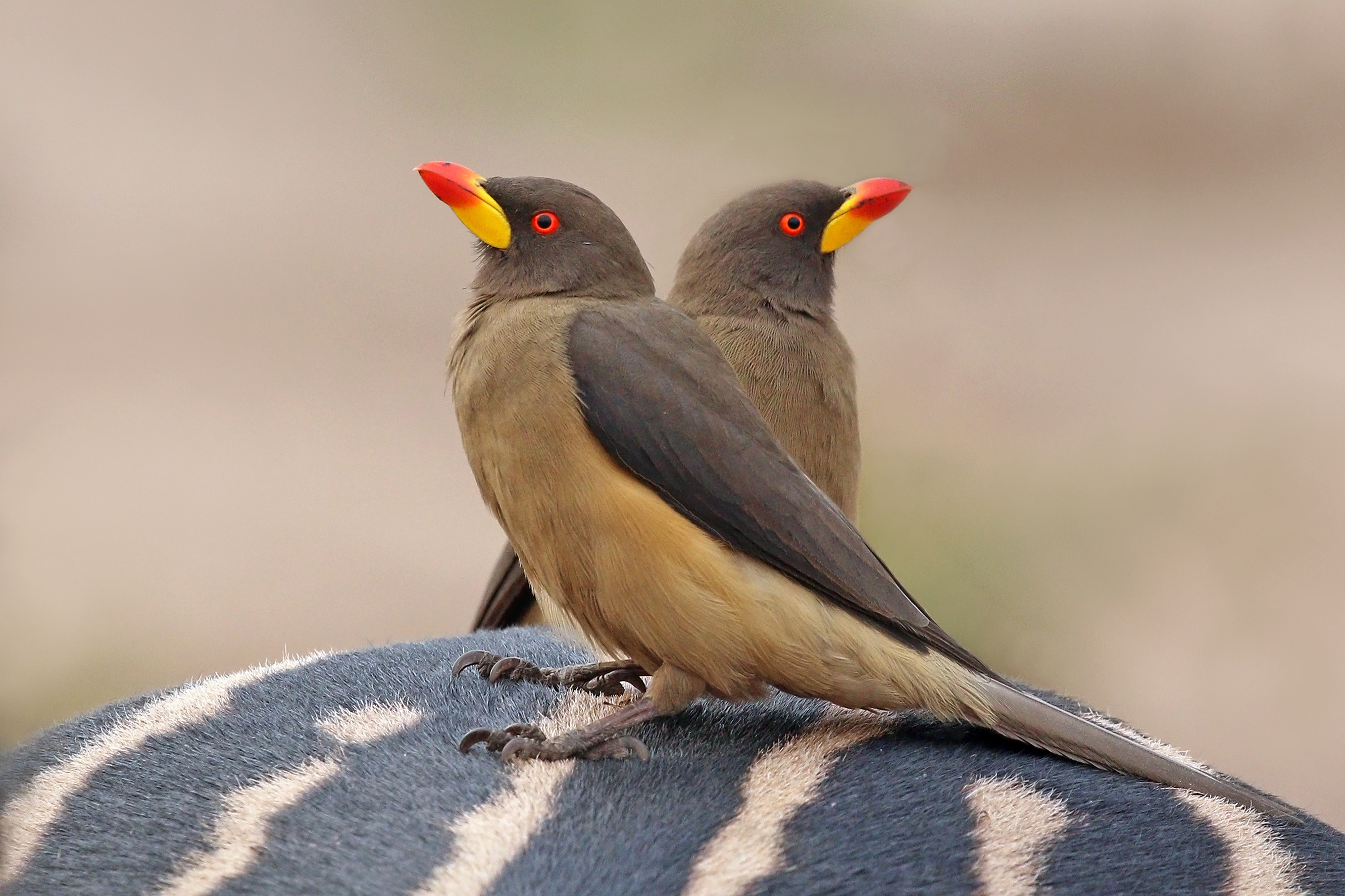
Deux piquebœufs sur un zèbre.

## Répartition
Cet oiseau vit en Afrique au sud du Sahara : Angola, Bénin, Cameroun, Erythrée...

## Sous-espèces
D'après Alan P. Peterson, il existe les deux sous-espèces suivantes :
- Buphagus africanus africanus Linnaeus 1766 ;
- Buphagus africanus langi Chapin 1921.